# Mravnica (Dubrovačko primorje)
Mravnica is een plaats in de gemeente Dubrovačko Primorje in de Kroatische provincie Dubrovnik-Neretva. De plaats telt 45 inwoners (2001).